# Лазарєв Едуард Дмитрович
Едуа́рд Дми́трович Лазарє́в (4 серпня 1970 — 4 червня 2019) — молодший сержант Збройних сил України, учасник російсько-української війни.

## Життєпис
Народився 1970 року в місті Боготол (Красноярський край, РРФСР). З дитинства мешкав із родиною у місті Броди (Львівська область). 1984-го закінчив 8 класів бродівської середньої школи № 2; 1988 року — закінчив СПТУ-26 міста Червоноармійськ. Строкову службу проходив на посаді водія-електрика, в/ч 86625 ЗС СРСР.
29 січня 2015 року вступив на військову службу за контрактом; молодший сержант, водій-електрик мінометної батареї механізованого батальйону 17-ї танкової бригади. 2019-го знову підписав контракт і пішов на передову.
4 червня 2019 року загинув в передвечірню пору від множинних осколкових поранень поблизу села Новоселівка Друга (Волноваський район) — внаслідок обстрілу з ПТРК військового автомобіля ГАЗ-66, яким здійснювалася доставка продуктів харчування на позиції підрозділу. Тоді ж поліг старший солдат Олександр Лин.
8 червня 2019-го похований в селі Комарівка (Бродівський район).
Без Едуарда лишились доросла донька та онуки.

## Нагороди та вшанування
- Указом Президента України № 625/2019 від 23 серпня 2019 року за «особисту мужність і самовіддані дії, виявлені у захисті державного суверенітету та територіальної цілісності України» — нагороджений орденом «За мужність» III ступеня (посмертно)[3]